# オースティン・オスマン・スパー
オースティン・オスマン・スパー（一般にはスペアと表記、Austin Osman Spare、1886年12月30日 - 1956年3月15日）は、意識と無意識的自己の関係についての独自の理論に基づいた自動筆記、自動描画、シジル作成といった特異な魔術技法を開発したイングランドの画家である。彼の芸術的な作品は、線の描き方に熟練の技巧がうかがえる卓越した素描の腕前を特徴とし、奇怪とも幻想的ともいいうる魔術的にして性的な形象を多用している。

## 略伝
スパーは1886年12月30日、ロンドン市警察官を25年勤め上げたフィリップ・ニュートン・スパーとイライザ・アデレード・オスマンの息子として、ロンドンのスミスフィールド・マーケット近くのスノーヒルにて生まれた。5人兄弟姉妹の4番目であった。
母親によればスパーは4歳にしてはじめてその才能の兆しを見せた。また、彼が自分の作品を売ることにあまり乗り気でなかったことはよく知られているが、この頃からすでにその徴候があった。
1899年、スパーの両親は彼をランベス美術学校の夜学に入れた。彼はそこでフィリップ・コナードの指導の下で技を磨いた。14歳のとき10ポンドの州議会奨学金を獲得し、線画1点がパリ万国博覧会の英国美術部門に入選した。15歳のとき学校を去り、働き始めた（短期間、ポスターなどの商業アートを製作する Causton's でポスターのデザインの仕事をし、ホワイトフライアーズ街の James Powell & Sons でステンドグラスのデザインの仕事をした）。あるステンドグラスのデザインから前途有望とされた彼は推薦により無償奨学金を得て王立美術学校に入学、そこで正規の美術教育を受けた。彼がデザインし仕事仲間のトーマス・カウエルが製作したステンドグラスは現在ヴィクトリア＆アルバート美術館にある。その後ほどなくして父親の強い勧めで渋々ながら英国美術院に出展の検討材料として線画2点を送った。結果、1点の寓意画が認められた。英国美術院がわずか16、17歳の少年の作品を展示したということでちょっとした話題となった。この青年期においてすでにスパーは自分の秘教的思想を作り上げることに沈潜していた。
1907年10月、スパーはロンドンのウェストエンドにあるブルートン・ギャラリーにて初めて本格的な展示会を開いた。この展示内容はじつに印象的で、深遠かつグロテスクでもあり、賛否両論となった。これらの要素は前衛的なロンドンのインテリたちの目を引き、おそらくはそれによって、イギリスの悪名高い登山家にして魔術師であり詩人であったアレイスター・クロウリーに見出されるに至った。彼らの出会いがどうであれ、二人はたしかに互いを知っていた。彼らの交流は1907年か1908年頃から始まったようで、スパーからクロウリーに向けられた1908年の日付入りの献呈辞が書き込まれた1907年版『半獣神たちの書』が、ある個人コレクションの中に存在すると言われている。二人は文通するようにもなった。スパーがアレイスター・クロウリーとジョージ・セシル・ジョーンズによって創設された "A∴A∴"（銀の星）のプロベイショナー〔仮参入者〕となったことはほぼ確実である。スパーはクロウリーの定期刊行物 The Equinox（『春秋分点』）に小さな線画を4点寄稿しているし、クロウリーが書物とローブと被り物とともに写っている1910年の有名な写真と同じように、両手をこめかみに当てたポーズを取った若きスパーの写真も残っている。
クロウリーとスパーの間柄がどのような性質のものであったにせよ、その関係は長くは続かなかったようで、スパーの『快楽の書』の一節から、彼が儀式魔術や魔術師らを好意的に見ていなかったことは疑いの余地がない。
また、スパーが性魔術に日本の花瓶直系９ｃｍを利用したという話をZos Speaks!!から黒野忍は引用し、またスパー本人がクロウリーの法の書に対して嫌悪感を持ち、スパーが法の書を書くとケネス・グランドに述べていることを紹介した。

「またある者らは儀式魔術を賛美する。彼らは耐えきれぬほどの法悦を享受していると思われているようだ！われらが精神病院には人がたむろし、舞台には人が溢れ返っている！われわれが象徴的存在となる、それはたんに象徴化するがゆえにだろう？自分で自分を王位に即けるとするなら、わたしは王となるだろうか？むしろ嫌悪か憐れみの対象となるはずだ。これら魔術師なる者たち、その不実さは彼らの無難さだ、売春宿に出入りする無為徒食のスカシ野郎にすぎない。」

1911年12月4日、スパーは女優でダンサーのアイリー・ガートルード・ショーと結婚した。二人は何年か前に出会っていた。スパーの作品に彼女が及ぼした影響がいかばかりであったにせよ、正式に離婚することはなかったものの結婚生活は長続きしなかった。二人は1918年か1919年頃に別れた。「画家とその妻の肖像、1912年3月26日 AOS」と署名・日付入りで記されたスパーの作品が知られている。色チョークと鉛筆で仕上げられたスパーの頭部がそこに見られる。ほんの数本のおぼろな描線で仕上げられた片方の側には、俯きかげんに頭を傾げ目を閉じた秀麗な女性の顔を見ることができる。
1913年秋、スパーは『快楽の書』を自費出版した。この本は彼の秘教的思想の全面的な開陳となった。
第一次世界大戦中の1917年、スパーは英国陸軍に徴用され、英軍医療部隊の衛生兵としてロンドンの病院で働き、1919年には公式の戦争画家に任命された。この資格をもって彼はフランスの戦場を訪れ英国軍医部隊の働きを記録した。
遅くとも1927年にはスパーは現代社会への嫌悪を露わにした態度を取るようになっていた。彼が戦争のおぞましさの情景を記録して過ごした年月、その後の経済的不安定の時期と事業の失敗、それに加えて彼の作品や思想がたびたび酷評されたこと、そうしたことどもが彼をかかる心境へと追い込んだのかもしれない。原因が何であれ、スパーの嫌悪は同年出版された『ゾスの詛〔のろ〕い－偽善者たちへの説教』にはっきりと表現されている。これが彼の最後の出版物となる。

「犬たちよ、自分が嘔吐したものを貪り食うがいい！おまえたちみな詛いあれ！後ろ向きな者たち、姦夫たち、おべっか者たち、屍体を食い物にする者たち、こそ泥たち、薬漬けの者たちよ！天国は病院だと言ったらおまえたちは信じるか？」

イギリスのジャーナリスト、ハネン・スワッファーの伝えるところによると、1936年にスパーは国際的な名声を得る機会があったがこれを固辞した。一人のドイツ大使館員がスパーの自画像1点を購入してヒトラーに送ったと彼は言う。スワッファーによれば、総統はいたく感銘を受け（この記事によれば、目と口髭がヒトラーのものにどことなく似ていたためである）、自分の肖像を描かせるべくスパーを招待した。スパーは代わりにその複製を一枚作り、それはスワッファーの所有するところとなった。スワッファーの述べるに、スパーが「ヨーロッパを征服し人類を支配することを望んだ男へ送った」返答が肖像画の上部に記されていた。その返答は次のように読めるものであった。
「否定側の立場からのみ、あなたのことを考えるに心穏やかでいられるのです。あなたの野望と最終目標に我慢できるほど自分は忍耐強くないからです。あなたが超人だというのなら、わたしを永遠に動物のままでいさせて下さい。」
このエピソードは、かつて流布し今も伝えられているスパーをめぐる数々の噺の中では、とびきり信じがたいものの内に入らない。スパーとその人生についてはいくつものの逸話が語られてきた。魔術的現象について述べたものや、占いもしくは予知の的中、魔法の具現化といったものが多い。こうした物語の真相についてはさまざまな見解があり得るが、いずれにせよそれらはスパー自らが主張したこととすっかり整合しているということは言っておかねばならない。
1941年、焼夷弾がスパーのアトリエ兼自宅フラットを全壊させ、彼から住処と健康と道具とを奪った。両腕が使えるようになるまでの3年間の苦闘の末、ようやく1946年にブリクストンの狭苦しい地下室ではぐれ猫たちに囲まれながら絵画製作を再開した。その時の彼はベッドもなく、古い軍用シャツとぼろぼろのジャケットを着て作業していた。それでもなお彼は一枚の絵につき平均5ポンドほどしか金を取らなかった。
1956年5月15日、ロンドンにて彼は死去した。69歳であった。

## 芸術家スパー
スパーの作品は著しく種類が豊富で、絵画、おびただしい数の線画、パステル画、エッチング、文章と絵を組み合わせた公刊書、さらには奇妙な蔵書票まである。彼は最初期から死ぬまで多作であった。
スパーは相当の才能をもった有望な画家とみなされたが、その作風は一見して物議を醸すものであった。彼の作品に対する批評家の反応は、何とも評しがたいが印象的ではあるというものから、見下して切り捨てるものまであった。
1922年10月から1924年7月まで、スパーはクリフォード・バックスと共同で Chapman and Hall publishers の季刊誌 Golden Hind（『黄金の牡鹿』）を編集した。これは短命に終わった事業であったが、その短い発行期間に同誌はスパーや他の人々の手による印象的な人物像やリトグラフの数々を再録した。スパー、アラン・オドゥル、ジョン・オーステン、ハリー・クラークは1925年にセント・ジョージ・ギャラリーで、1930年にはゴドフリー・フィリップス・ギャラリーズで共同展示会を行った。1930年の展示会はスパーが17年間開いてきたウェストエンドでの展示会の最後となった。
30年代後半、彼は投影歪像の対数的形に基づく siderealism と称する絵画様式を開発し、これを展示した。この仕事はうまく受け入れられたようである。1947年、彼は個展のために200点超の作品を製作し、アーチャー・ギャラリーにて展示会を開いた。この展示会は成功を収め、戦後のスパー再評価のきっかけとなった。

## 魔術師スパー
スパーの魔術体系「キアイズム」に関しては、彼の用語は唯一無二であり、他の諸伝統に由来するものではない。「キア」「イッカー」「シカー」のような独創的な概念はスパーの最初の本『地上の地獄』において初めて導入され、概念上は『生の焦点』に至るまで一貫している。
オカルティズム全般へのキアイズムの影響も注目に値するが、キアイズムとは自己の成長のための具体的な方法でも、何らかのまとまった教えでもなく、個々人が自分独自の哲学体系や魔術体系を考案することを要請するものである。
キアイズムにおける至高の状態である「キア」は次のように説明される。
「自由であるところの絶対的自由は“リアリティ”〔現実／実在〕たり得るほどに強力であり、いかなる時も自由である。ゆえにそれは自由という観念ないし“手段”によって（その瞬間的可能性を除いては）潜在するのでも顕現するのでもない。そうではなく、エゴがそれを自由に受け取ること、それについての観念から自由であること、信じないことによるのである。」
しかしながらスパーは随所でしきりに、キアは定義不能であって、いかなる定義をもってしてもいっそう不明瞭になるだけだと強調している。
キアイズムは「信念」と「欲望」を大いなる二元性とする。この体系においては、「エゴ」〔自我〕はひとつの「存在」に属する「自己」の一部であるが、「自己」は「存在」全体を包み込んでいる。おのおのの“人間”「存在」は意志として欲望を発する。この欲望は新たな信念を想像し、信念は新たな概念を抱懐することによって「エゴ」を形成する。スパーはこれらの概念を、「エゴ」に対応するさまざまな人格を形成する「信念の副産物」と名づける。しかし上述の意志は不完全な〔小文字の〕意志である。大文字の「意志」は「自己」の王国にあり、「キア」に係わる。

### 自己＝愛
「自己＝愛」は「笑いの感情によってひきおこされた心的状態、気分、有様であり、概念に先んじた理解を可能とするための、「エゴ」の認識または普遍的結合を可能とする原理となる。」
したがってこれはエゴの文法の自己陶酔的な内省ではなく、社会的諸関係に捕らわれることも、その中にすっかり同化してしまうこともなく、いかなる望まれた社会関係の束にも自由に移行しうる、アイデンティティの中核にある空無である。自己の意味の核心は「自己＝愛」であって、特定の振る舞い、信念、生活パターンの集合体を要約するラベルではないがゆえに、ひとは自己規定の必要なくして運動と表現の大いなる自由の状態を達成する。

### 聖なるアルファベット
「聖なるアルファベット」または「欲望のアルファベット」は、欲望を表現するために作成されたとも考えられる単純化されたシジルである。「欲望のアルファベット」の哲学的背景は『快楽の書』に詳説されている。
スパーの刊行物の中に現れた最初のシジル式は二冊目の『半獣神たちの書』に見ることができる。
彼は一組のカードをデザインして使用した。彼はこれを「アノンの闘技場」と称し、カードの一枚一枚には欲望のアルファベットの一文字を変形させた魔術的紋章が付いていた。

## 影響
ケイオスマジックのピーター・J・キャロルはスパーの技法のいくつか（特にシジルの使用と「欲望のアルファベット」の創造）をその著作『無の書／精神航海者』において採用、翻案し、広めた。

## 既知の展示会
- Bruton Galleries, London, October 1907
- The Baillie Gallery, London, 11-31 October 1911
- The Baillie Gallery, London, 10-31 October 1912
- The Ryder Gallery, London, 17 April - 7 May 1912
- The Baillie Gallery, London, July 1914
- St. George’s Gallery, London, March 1927
- The Lefevre Galleries, London, April 1929
- Godfrey Phillips Galleries, London, November 1930
- Artist's studio, 56A Walworth Road, Elephant, London, Autumn, 1937
- Artist's studio, 56a Walworth Road, Elephant, London, Autumn, 1938
- Archer Gallery, London, July 3-30 November 1947
- The Temple Bar (Doctors), 286 Walworth Rd. London, 28 October – 29 November 1949
- The Mansion House Tavern, 12 June – 12 July 1952
- The White Bear, London, 19 November – 1 December 1953
- Archer Gallery, London, 25 October – 26 November 1955
- The Greenwich Gallery, London, 23 July – 12 August 1964
- Alpine Club Gallery (Group Exhibition), London, 22 June - 2 July, 1965
- The Obelisk Gallery, London, 1972
- The Taranman Gallery, London, 2-23 September 1974
- Oliver Bradbury & James Birch Fine Art, London, 17 November – 8 December 1984
- The Morley College Gallery, London, September 1987
- Henry Boxer, London, November 1992
- Arnolfini, Bristol, 2007

## 著作
スパーが生前に私家版で出版したもの
- 『地上の地獄』 Earth Inferno 1905
- 『半獣神たちの書』 A Book of Satyrs 1907 (reissued by John Lane 1909)
- 『快楽の書』 The Book of Pleasure 1913
- 『生の焦点』 The Focus of Life 1921 (issued by The Morland Press)
- 『ゾスの詛い』 Anathema of Zos 1927

スパーが挿絵を描いた本
- Behind the Veil issued by David Nutt 1906
- Songs From The Classics published by David Nutt 1907
- The Shadow of the Ragged Stone published by Elkin Matthews 1909
- The Equinox published by Simpkin, Marshall, Hamilton, Kent & Co. Ltd. 1909
- On the Oxford Circuit published by Smith, Elder & Co. 1909
- The Starlit Mire published by John Lane 1911
- Eight Poems published by Form  at The Morland Press Ltd. 1916
- Twelve Poems published by The Morland Press Ltd. 1916
- The Gold Tree published by Martin Secker 1917
- The Youth and the Sage privately printed, 1927

スパーが編集した雑誌
- Form - A Quarterly Of The Arts 1916-1922
- Golden Hind 1922-1924

上に列挙した本の大半は現代の復刻版にて入手可。もっと行き届いた目録は Clive Harper, Revised Notes Towards A Bibliography of Austin Osman Spare を参照のこと。
スパーの死後に刊行された特筆すべき本としては Poems and Masks, A Book of Automatic Drawings, The Collected Works of Austin Osman Spare, Axiomata & The Witches' Sabbath, From The Inferno To Zos (3 Vol. Set), The Book of Ugly Ecstasy, Zos Speaks が挙げられる。